# Augustini (ab Hortis) Sámuel
Augustini (ab Hortis) Sámuel (Nagylomnic, 1729. augusztus 5. – Szepesszombat, 1792. augusztus 5.) - szepességi német evangélikus lelkész, botanikus, szenvedélyes ásványgyűjtő, a magyarországi cigánykutatás  egyik úttörője.

## Élete
Augustini Sámuel poprádi lelkész fia, Augustini ab Hortis Keresztély (1598-1650) orvos és természettudós dédunokája volt.
Lőcsén végezve a gimnáziumot, ugyanott conrector lett; azután a besztercebányai evangélikus iskolában a történelmet és földrajzot, valamint a latin és görög nyelvet tanulta. 1746-ban Eperjesen a jogi tanulmányokat kezdte meg, de ezeket a teológiával váltotta fel. 1754-ben a wittenbergi egyetemre ment, fél év múlva azonban már Berlinben folytatta tanulmányait. 1757-ben hazatért, 1758. július 24-étől mint késmárki tanár a számtan és a bölcselet alapelemeire oktatta az ifjúságot. 1761. október 13-án szepesszombathelyi lelkésznek iktatták be, itt is halt meg.

## Munkássága
Egyik legjelentősebb munkája a bécsi Allergnädigst privilegierte Anzeigen aus sämtlich kaiserlich-königlichen Erbländern folyóiratban 1775-76-ban megjelent Von dem heutigen Zustande, sonderbaren Sitten und Lebensart, wie auch von den übrigen Eigenschaften und Umständen den Zigeuner in Ungarn című cikksorozat, mely a szakszerű cigánykutatás egyik korai remekműve. A munka önálló könyvként több nyelven is megjelent; magyarul 2009 januárjában A magyarországi cigányok mai állapotáról, különös szokásairól és életmódjáról, valamint egyéb tulajdonságairól és körülményeiről címmel, a Györffy István Néprajzi Egyesület és a Magyar Néprajzi Társaság Kiadásában.
1772-1782 között több cikket, művet jelentetett meg, ezek közül némelyik a Tátráról (következetesen Kárpátoknak nevezi), valamint Szepességről és Liptóról összegyűjtött régi ismeretek kincsestára.
Írt botanikai és ásványtani műveket is, hiszen bejárta a Tátrát, nagy ásványgyűjteményt állított össze. Megírta a Poprád folyó völgyének topográfiai leírását.
Geológiai cikkei a bécsi Anzeigen II-V. köteteiben jelentek meg 1772-75-ben.
A mai napig legjelentősebb műve a régi tátrai arany- és kincskeresőkről, varázslókról szól: Von den fremden Gold- und Schatzgräbern (Privileg. Anzeigen, 1775.), ez a Tátrával foglalkozó régi írások összefoglalója és kútfője.
Publikált és kéziratban maradt tátrai vonatkozású munkáit Czirbesz András használta fel, sőt a Tátráról író szerzők egészen a mai időkig, másod- és harmadkézből idézve belőlük, gyakran nemcsak címét és más bibliográfikus adatait használják fel, hanem magát a szöveget is.

## Művei
- Dissertatio de methodo generali construendi omnes aequationes algebraicas (Berolini, 1755)
- Dissertatio de vocatione divina naturali (Berolini, 1756)
- Von den heutigen Zustande, sonderbaren Sitten und Lebensart, wie auch von den übriben Eigenschaften und Umständen den Zigeuner in Ungarn (Wien, 1775–76)
- Prolegomena in systema sexuali botanicorum (Vienna, 1777)
- Topographische Beschreibung des Flusses Poprad oder Popper in der Zips aus dem Jahre 1782. Kiadta Rudolf Weber, Késmárk, 1900

## Modern kiadás
- Samuel Augustini ab Hortis: Cigáni v Uhorsku. O dnešnom stave, zvláštnych mravoch a spôsobe života, ako aj o ostatných vlastnostiach a danostiach Cigánov v Uhorsku / Zigeuner in Ungarn. Úvodná štúdia a preklad: Viera Urbancová. Bratislava, 1995 (kétnyelvű kiadás)

## Magyarul
- Augustini ab Hortis Sámuel: A magyarországi cigányok mai állapotáról, különös szokásairól és életmódjáról, valamint egyéb tulajdonságairól és körülményeiről (1775-1776). Szerk. és a bev. tanulmányt írta Deáky Zita és Nagy Pál, ford. Magyar László András. Budapest-Gödöllő, 2009